# Fina gospa
Fina gospa (izvirno Keeping Up Appearances) je britanska humoristična TV-serija, ki jo je ustvaril Roy Clarke.

## Igralci
- Patricia Routledge kot Hyacinth Bucket (glavna igralka)
- Clive Swift kot Richard Bucket (mož)
- Josephine Tewson kot Elizabeth Warden (soseda)
- Judy Cornwell kot Daisy (sestra)
- Geoffrey Hughes kot Onslow (sestrin mož)
- Shirley Stelfox kot Rose (1. sezona)(sestra)
- Mary Millar kot Rose (sestra)
- David Griffin (igralec) kot Emmet Hawksworth (sosed)
- Jeremy Gittins kot Michael (župnik)

## Sezone
| Sezona | Prvič prikazano   | Zaključek        | Št. epizod | Št. posebnih epizod | Igralci                                                                                                 |
| ------ | ----------------- | ---------------- | ---------- | ------------------- | --- |
| 1      | 29. oktober 1990  | 3. december 1990 | 6          | 0                   | Patricia Routledge Clive Swift Josephine Tewson Judy Cornwell Geoffrey Hughes Shirley Stelfox           |
| 2      | 1. september 1991 | 3. november 1991 | 10         | 1                   | Patricia Routledge Clive Swift Josephine Tewson David Griffin Judy Cornwell Geoffrey Hughes Mary Millar |
| 3      | 6. september 1992 | 18. oktober 1992 | 7          | 0                   | Patricia Routledge Clive Swift Josephine Tewson David Griffin Judy Cornwell Geoffrey Hughes Mary Millar |
| 4      | 5. september 1993 | 17. oktober 1993 | 7          | 2                   | Patricia Routledge Clive Swift Josephine Tewson David Griffin Judy Cornwell Geoffrey Hughes Mary Millar |
| 5      | 3. september 1995 | 5. november 1995 | 10         | 1                   | Patricia Routledge Clive Swift Josephine Tewson David Griffin Judy Cornwell Geoffrey Hughes Mary Millar |